# Alexander Nyström
Alexander Rogatus Nyström, född 24 maj 1869 i Helsingfors, död 24 februari 1926 i Åbo, var en finländsk arkitekt. Han var bror till Gustaf Nyström
Nyström utexaminerades från Polytekniska institutet i Helsingfors 1892 och startade, efter att under en tid verkat i Stockholm, ett byggnadsföretag i Tavastehus tillsammans med Reinhold Helin. Nyström blev senare arkitekt vid överstyrelsen för allmänna byggnaderna och länsarkitekt i Åbo. I sistnämnda stad ritade han bland annat Betania (1909), Biologiska museet (1907) och Bostads Ab Päivölä (1913).